# Zanja de Nico

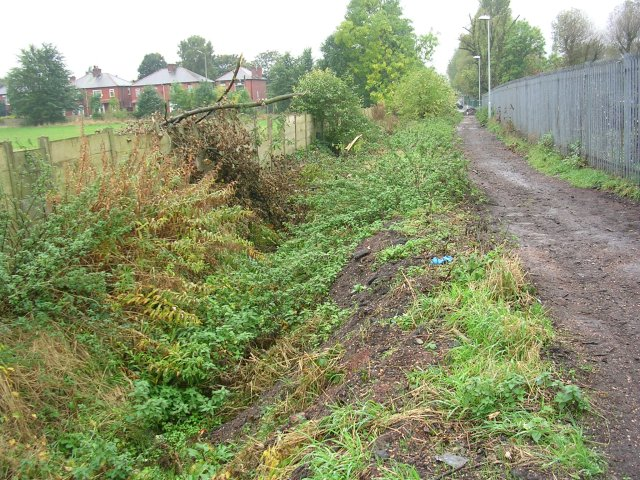
Vista oeste a lo largo de la Zanja de Nico, cerca de Levenshulme.

La zanja de Nico (ocasionalmente zanja de Mickel o Nikker) es un largo terraplén lineal de seis millas (9.7 km) cuyo recorrido se sitúa entre Ashton-under-Lyne y Stretford en Gran Mánchester, Inglaterra. Puede haber sido cavado como una fortificación defensiva, pero más probablemente fue construido para ser una marca divisoria. Fue construida en algún tiempo entre el siglo V y el siglo XI DC.
La zanja es todavía visible en secciones cortas, como una extensión de 300 metros en los campos de golf de Denton. En las partes que sobreviven, la zanja mide 3–4 metros de ancho y hasta 1.5 metros de profundidad. Partes del terraplén están protegidas como Monumento antiguo protegido.

## Recorrido

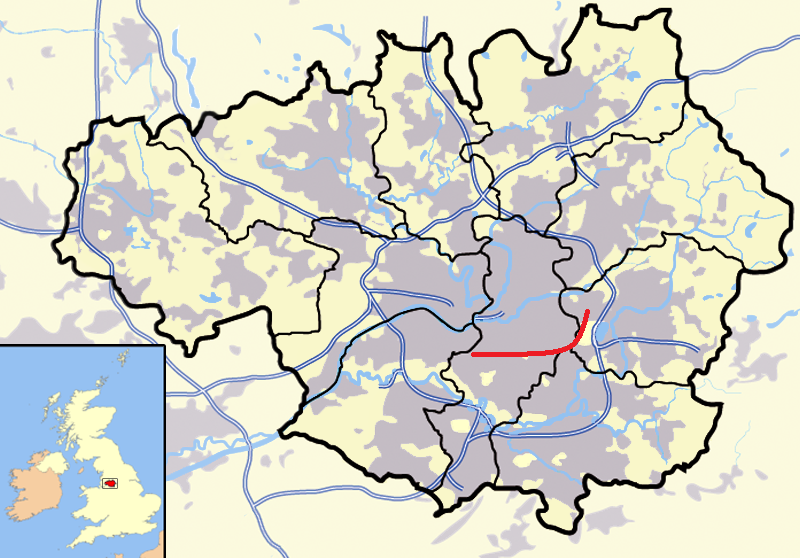
Recorrido aproximado de la Zanja de Nico, señalada en rojo. Esta puede haberse extendido hacia el oeste, después de un hueco necesario por los musgos que había en su camino.

La Zanja de Nico recorre (9.7 km) desde Ashton Moss, en Ashton-under-Lyne, hasta Hough Moss, en el este de Stretford. Este pasa por Denton, Reddish, Gorton, Levenshulme, Burnage, Rusholme, el parque Platt Fields en Fallowfield (Withington) y Chorlton-cum-Hardy, cruzando cuatro municipios metropolitanos de Gran Mánchester. La zanja coincide con las fronteras entre los municipios de Stockport y Mánchester, y entre Tameside y Mánchester. Una sección está bajo los embalses de Audenshaw, que fueron construidos hacia finales del siglo XIX. La zanja puede haberse ampliado al este más allá de Stretford, hacia Urmston.